# Stop! In the Name of Love
Stop! In the Name of Love è un brano musicale del 1965 registrato dalle Supremes per la casa discografica Motown. 
Scritto e prodotto dal principale team produttivo della Motown Holland-Dozier-Holland, Stop! In the Name of Love mantenne la prima posizione della classifica statunitense Billboard Hot 100 dal 21 marzo 1965 al 3 aprile 1965 per due settimane e raggiunse la seconda posizione della classifica soul. 
Fu il quarto di una serie di singoli delle Supremes a raggiungere consecutivamente la vetta della Billboard Hot 100. Gli altri quattro singoli furono Where Did Our Love Go, Baby Love, Come See About Me e Back in My Arms Again.

## Storia del brano
La canzone fu originata da un litigio fra il produttore Lamont Dozier e la sua fidanzata. Quando lui aveva deciso di andare via, lei lo bloccò dicendogli "Stop... in the name of love!" (in italiano "Fermati... in nome dell'amore"). Dozier e la fidanzata risero e si riconciliarono e il produttore decise di scrivere un brano per le Supremes intorno a quella battuta.
Per le Supremes fu anche studiata una coreografia per il brano, che consisteva nel tenere una mano sul fianco e l'altro braccio teso in avanti nella tipica posizione di "alt". Paul Williams e Melvin Franklin, membri del gruppo The Temptations insegnarono alle Supremes la coreografia a Londra, prima che le Supremes interpretassero per la prima volta il brano durante la trasmissione della BBC Ready Steady Go!, condotta da Dusty Springfield. Il gruppo interpretò il brano anche durante un episodio del varietà Shindig! del canale ABC, trasmesso da Frankie Avalon nel 1965.
Stop! In the Name of Love! fu registrata a gennaio 1965 e pubblicata come singolo l'8 febbraio. La canzone fu inclusa nel sesto album delle Supremes More Hits by the Supremes, e fu nominata nel 1966 ai Grammy Award nella categoria "Miglior Performance pop di un duo o di un gruppo", premio poi vinto da Flowers on the Wall dei Statler Brothers. La canzone è stata inclusa nella collezione permanente della Rock and Roll Hall of Fame "500 Songs that Shaped Rock and Roll".

## Cover
Nel corso degli anni il brano è stato oggetto di numerose cover fra cui si possono citare quelle di Billy Preston (1965), Gloria Gaynor (1982), The Hollies (1983), James Last (1994) e Gilbert Montagné (2006). La canzone è inoltre stata interpretata da Beatriz Luengo, nel corso di alcuni episodi della serie televisiva spagnola Paso adelante e da Jaimee Foxworth nel serial statunitense Otto sotto un tetto. Il cantante francese Claude François ne ha inciso una versione in francese, Stop, au nom de l'amour. 
Nel 2015 la Piccola Orchestra di Torpignattara ha pubblicato un concept album sull'amore, di cui Stop! In the Name of Love è la title track.
In italiano il brano venne presentato al Cantagiro 1966 da Renata Pacini, con il titolo In nome dell'amore.

## Tracce
7" Single CBS 1711
1. Stop! In The Name Of Love
2. I'm In Love Again

## Classifiche
| Classifica (1965)                         | Posizione più alta |
| ----------------------------------------- | ------------------ |
| U.S. Billboard Hot 100                    | 1                  |
| U.S. Billboard Hot Rhythm & Blues Singles | 2                  |
| Canada                                    | 3                  |
| Germania                                  | 3                  |
| Regno Unito                               | 7                  |